# Ордовики

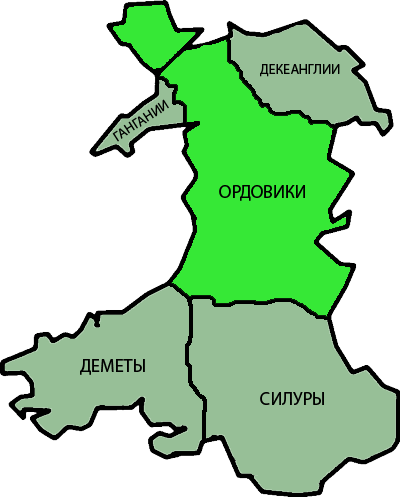
Предполагаемая территория расселения ордовиков

Ордовики (лат. Ordovices) — кельтское племя, занимавшее в эпоху железного века земли в центральном и северном Уэльсе (территории традиционных графств Мерионетшир и Карнарвоншир, вероятно также западную часть Поуиса и остров Англси).
Племенное название «ордовики», по основной версии, означает «люди с молотами», происходя от общекельтского «ord» — «молот» (варианты: ирландский «ord», валлийский «gordd» или бретонский «horzh»).
Подобно своим соседям силурам, ордовики были народом воинственных охотников и скотоводов. Страна ордовиков характеризуется большим количеством укреплённых поселений на вершинах холмов.
Имя ордовиков увековечено в названии ордовикского геологического периода, описание которого произвёл Чарльз Лапуорт в 1879 году на основании данных, полученных им в землях, ранее принадлежавших ордовикам, на территориях которых распространены геологические породы этого периода. Также этноним сохранился в названии местечка Динорвиг (валл. Dinorwig, «форт ордовиков») в Северном Уэльсе.

## История
Ордовики появляются в истории вслед за силурами, в качестве последнего племени оказавшего поддержку Каратаку в борьбе против римского завоевания Британии.
На протяжении двух лет после поражения силуров и бегства к ордовикам Каратак вёл партизанскую войну с римлянами, базируясь в предгорьях Сноудонии. Пропретор провинции Британия Осторий Скапула в это время проводил подготовку к окончательному присоединению земель кельтских племён Уэльса и разгрому Каратака. В поддержку XX Легиону Валерия из лагеря Мандуесседум (лат. Manduessedum, современный Манчетер, Лестершир) в Вирокониум (лат.  Viroconium, современный Роксетер, Шропшир) был перебазирован XIV Легион Гемина. Объединёнными действиями двух легионов в 50 году в битве при Каэр Карадок армия ордовиков была разбита, Каратак вновь был вынужден бежать, вскоре был схвачен и отправлен в Рим.
В течение следующих тридцати лет ордовики практически не упоминаются в источниках. Тем не менее, деятельность духовного центра кельтов на острове Мона (лат. Mona, современный Англси) не остаётся без внимания римской военной администрации. В 61 году Светоний Паулин проводит карательную операцию на острове, сопровождающуюся уничтожением священных мест друидов.
Окончательное подчинение силуров осуществил в 78 году Гней Юлий Агрикола.
Практически перед самым назначением этого нового наместника провинции, ордовики полностью уничтожили римский отряд конницы, стоявший на их территории. Агрикола не замедлил с ответом и совершил рейд по землям племени силами XX Легиона, легатом которого он некогда был. По словам Тацита он «практически уничтожил всё племя …» . Такое утверждение римского историка могло иметь под собой основания, поскольку городские поселения стали развиваться в этих местах только в третьем столетии.
Область ордовиков не имела латинизированного гражданского или военного центра. Основными населёнными пунктами этих земель являлись: Брановиум (лат. Branovium, современный Лейнтвардин, Херефордшир), Сегонтий (лат. Segontium, современный Карнарвон, Гуинет) и друидический центр на острове Мона.
После прекращения римского протектората над Британией на землях ордовиков образовались валлийские королевства Гвинед и Поуис.